# Энурезный будильник
Энурезный (мочевой) будильник — устройство для лечения недержания мочи во время сна. В данном случае речь идет о так называемом моносимптомном энурезе, при котором недержание мочи не сопровождается психическими, неврологическими, эндокринными, урологическими и другими заболеваниями и различными патологическими состояниями. Проще говоря, медицинское обследование не выявляет у таких пациентов каких-либо отклонений, приводящих к неконтролируемому мочеиспусканию во сне.

## История вопроса
Ещё в 1908—1919 году были созданы первые аппараты, основанные на замыкании электрической сети под действием «капли» непроизвольно выделившейся мочи, которая смачивала прокладку и замыкала электрическую цепь (электрический будильник). При замыкании цепи срабатывает сигнальное устройство (акустическое, световое или электрическое), пробуждающее больного. Было важно, чтобы аппарат срабатывал в начальный момент непроизвольного мочеиспускания во сне — по выделению первой капли мочи. В этом случае вырабатывается нужный рефлекс: позыв — пробуждение. В СССР первый аппарат АЛ-2М для этой цели разработали Б. И. Ласков, А. Я. Краймер (1975), которые применили его с успехом более чем у 90 % больных (у 206 больных). Однако, в связи с тем, что пробуждение осуществлялось путём раздражения кожи электрическим током, данные аппараты не нашли широкого применения в клинической практике. В Западной медицине, начиная с 80-х годов, отказались от электрической сигнализации (раздражение током) в пользу акустической. Дальнейший 50-летний опыт использования энурезного будильника показал его высокую эффективность на уровне 80 %.

## Технические характеристики современных энурезных будильников
Энурезные будильники от разных производителей могут существенно отличаться друг от друга по цвету, форме и размеру. Однако, все они содержат в своем комплекте:
- основной блок (то, что будит ребёнка);
- датчик влаги (то, что фиксирует появление мочи);
- календарь сухих ночей (то, что позволяет наглядно увидеть результат или его отсутствие);

И обладают следующим функционалом:
- звуковая сигнализация, способная разбудить пациента;
- несколько вариантов звукового сигнала, чтобы исключить привыкание;
- виброрежим в дополнение к звуковой сигнализации;
- двухступенчатая система выключения будильника, которая не позволяет пациенту отключить будильник в полусонном состоянии и продолжить спать.

## Разновидности энурезных будильников

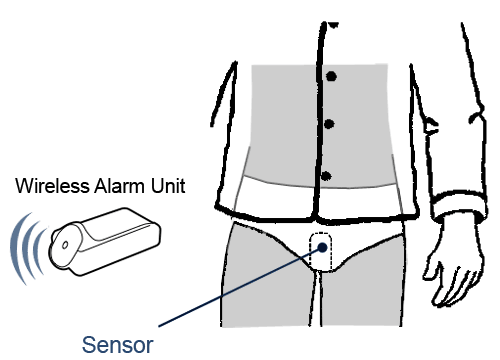
Беспроводной вариант

### Варианты датчика влаги
Датчик влаги может иметь различные варианты исполнения:
- классический — небольшая клипса для закрепления непосредственно на трусах пациента;
- в виде специальной простыни, на поверхности которой располагаются протяженные полосы токопроводящего материала. Данный вариант обеспечивает максимально комфортный сон для пациента, что, однако, сопровождается замедлением скорости срабатывания датчика в силу его удаленности от места появления влаги, и снижает эффективность данного вида терапии с 80 % до 68 %[3];

### Варианты связи блока и датчика влаги
В зависимости от того, как связаны между собой основной блок и датчик влаги:
- проводные (связь по проводу);
- беспроводные (связь по радиоканалу).

#### Проводные
На первом этапе беспроводные будильники были достаточно массивными. Это делало их закрепление на теле пациента неудобным. Обычно их устанавливали на «прикроватной тумбочке». Но при таком расположении эффективность прибора существенно снижалась. В этой ситуации вибросигнализация (важное дополнение к звуковой сигнализации) теряла всякий смысл. Кроме того, нельзя было гарантировать стабильную «ощущаемую» громкость самого звукового сигнала, так как пациент мог существенно перемещаться во время сна в пределах кровати. В итоге беспроводные энурезные будильники использовались не для непосредственного лечения, а при уходе за маленькими детьми и лежачими больными с целью извещения родителей или медперсонала о произошедшем намокании и необходимости заменить белье.

#### Беспроводные
Только в конце 2018 года появились первые беспроводные модели, удобные для личного использования. Сигнализационный блок может быть как с ремешком, так и без него, а датчик имеет миниатюрные размеры и крепится непосредственно на нижнее белье. Такая компоновка является максимально эргономичной. Помимо простого удобства это приводит к росту эффективности прибора с 80 % до 94 %.

## Принцип действия
Работа энурезного будильника базируется на выявлении влаги, которая возникает во время мочеиспускания. Основой устройства является специализированный датчик влаги, обычно размещаемый в специальном браслете, прикрепляемом к телу. Когда датчик влаги в браслете регистрирует влагу, связанную с недержанием мочи, это инициирует замыкание контактов в устройстве.
При замыкании контактов энурезный будильник немедленно запускает звуковой сигнал. Этот сигнал выполняет две важные функции: во-первых, он предупреждает окружающих об актуальной ситуации, требующей реакции, а во-вторых, помогает сознательно ориентировать самого ребенка на момент мочеиспускания.
Для обеспечения оптимальной эффективности энурезного будильника крайне важно правильно надевать браслет на тело. Браслет следует надежно закрепить, чтобы датчик влаги мог оперативно реагировать на появление влаги. Исключительно важным фактором является ношение браслета на теле ребенка, так как звуковой сигнал, звучащий рядом с ним, способствует созданию психологической связи между моментом мочеиспускания и звуковым сигналом, способствуя формированию контроля над процессом.
Энурезные будильники являются неотъемлемым средством для обучения практическому контролю мочеиспускания, способствуя преодолению ночного недержания мочи, и обеспечивают комфорт и уверенность как детям, так и взрослым.